# Distrito de Törökszentmiklós
El distrito de Törökszentmiklós (húngaro: Törökszentmiklósi járás) es un distrito húngaro perteneciente al condado de Jász-Nagykun-Szolnok.
En 2013 su población era de 36 742 habitantes. Su capital es Törökszentmiklós.

## Municipios
El distrito tiene 2 ciudades (en negrita) y 5 pueblos (población a 1 de enero de 2012):
- Fegyvernek (6415)
- Kengyel (3857)
- Kuncsorba (585)
- Örményes (1049)
- Tiszapüspöki (2005)
- Tiszatenyő (1627)
- Törökszentmiklós (21 043) – la capital